# Walter Wallberg
Walter Wallberg (Bollnäs, 24 maart 2000) is een Zweedse freestyleskiër. Hij vertegenwoordigde zijn vaderland op de Olympische Winterspelen 2018 in Pyeongchang.

## Carrière
Wallberg maakte zijn wereldbekerdebuut in december 2015 in Ruka. Op 13 januari 2017 scoorde hij, dankzij een vijfde plaats in Lake Placid, zijn eerste wereldbekerpunten. Acht dagen later stond de Zweed in Val Saint-Côme voor de eerste maal in zijn carrière op het podium van een wereldbekerwedstrijd. Op de wereldkampioenschappen freestyleskiën 2017 in de Spaanse Sierra Nevada eindigde Wallberg als 29e op het onderdeel dual moguls en als 44e op het onderdeel moguls. Tijdens de Olympische Winterspelen van 2018 in Pyeongchang eindigde hij als 21e op het onderdeel moguls.
In Park City nam de Zweed deel aan de wereldkampioenschappen freestyleskiën 2019. Op dit toernooi eindigde hij als vierde op het onderdeel dual moguls en als negende op het onderdeel moguls.

## Resultaten

### Olympische Winterspelen
| Jaar | Plaats      | Resultaten |
| ---- | ----------- | ---------- |
| 2018 | Pyeongchang | 21e Moguls |

### Wereldkampioenschappen
| Jaar | Plaats        | Resultaten                 |
| ---- | ------------- | -------------------------- |
| 2017 | Sierra Nevada | 29e Dual Moguls 44e Moguls |
| 2019 | Park City     | 4e Dual Moguls 9e Moguls   |

### Wereldbeker
Eindklasseringen
| Seizoen   | Algm | MO  |
| --------- | ---- | --- |
| 2016/2017 | 125e | 22e |
| 2017/2018 | 76e  | 12e |
| 2018/2019 | 8e   | 4e  |
| 2019/2020 | 39e  | 7e  |